# Аутострада дел Соле (Фрозиноне)
Аутострада дел Соле је насеље у Италији у округу Фрозиноне, региону Лацио.
Према процени из 2011. у насељу је живело 48 становника. Насеље се налази на надморској висини од 118 м.